# Sitifis
Sitifis o Sitifi  (grec antic: Σίτιφι) va ser una ciutat de l'interior de la Mauritània Cesariense, en una plana propera a la frontera amb Numídia, a la via entre Cartago i Cirta, segons diu l'Itinerari d'Antoní.
Va ser una possessió dels reis númides i no era més que una petita ciutat sense importància. Quan els romans van establir la província de Mauritània Cesariense va quedar convertida en una ciutat de frontera i va créixer, i després, cap a l'any 294, va ser la capital de la nova província de la Sitifiense. Sota domini dels vàndals era la capital del districte anomenat Zabé (Ζάβη). El seu nom modern és Sétif i existeixen encara unes ruïnes de la vella ciutat.
La ciutat es considerada com l'origen de les manifestacions del 8 de maig de 1945, i aquests esdeveniments es consideren l'avantsala de la Guerra d'Independència d'Algèria.